# サンエー石垣シティ
サンエー石垣シティ（サンエーいしがきシティ）は、沖縄県石垣市真栄里にあるサンエーが運営する総合スーパー（GMS）である。

## 概要
所在地である石垣市真栄里の国道390号線沿いには、周囲に「イオンタウンやいまショッピングセンター」をはじめ、ドン・キホーテ石垣島店など数多くの商業施設が集積する地域である。
同店に隣接する田城家具が2014年末で閉店することに伴い、石垣島へエディオンを進出させることを発表した。サンエーにとって電器館の沖縄本島以外への出店は初となり、修理サービスや免税サービスを携え、2015年7月に「エディオン 石垣シティ」をオープンした。
2023年2月、石垣シティの店舗建物の建替え計画（電器館を除く）を発表。これに伴い、敷地内の和風亭を閉鎖した。開業から30年目を迎える2025年6月、旧店舗の取り壊しを続けながら、隣接する新店舗にてリニューアルオープン。

## 沿革
- 1995（平成7）年7月27日 - 「サンエー石垣シティ」開業[5]。
- 1997（平成9）年7月25日 - 敷地内に「和風亭 石垣店」がオープン[6]。
- 1998（平成10）年7月 - 増床し新装開店[7]。
- 2007（平成19）年12月14日 - 「マクドナルド 石垣サンエー店」がオープン。日本最南端の店舗が22年ぶりに更新[注 1][8]。
- 2015（平成27）年
  - 7月4日 - 隣接して「エディオン 石垣シティ」がオープン[9]。
  - 10月1日 - 営業時間を午後11時閉店に変更（一部テナントを除く）。
- 2020（令和2）年4月21日 - 営業時間を午後10時閉店に変更。なお、食品館は午後11時閉店。
- 2023（令和4）年
  - 2月20日 - 和風亭が閉店。
  - 2月1日 - 店舗建物の建替え計画を発表。2025年秋の開業を目指す[3]。
  - 2月13日 - 新店舗建設に着工。
- 2025（令和7）年
  - 6月5日 - 新店舗にてリニューアルオープン。

## 主要店舗
- サンエー食品館
- サンエー衣料館
- エディオン[注 2]（サンエー直営）
- 専門店
  - auスタイル
  - オンデーズ
  - はと薬品
- 飲食店
  - 和風亭（サンエー直営）

## アクセス
路線バス
- サンエー前バス停下車、徒歩1分。
  - 1番・川原線（東運輸）
  - 4番・平得大浜白保経由空港線（東運輸）
  - 5/6番・平野線/平野経由伊原間線（東運輸）
  - 11番・米原キャンプ場線（東運輸）
  - 2/3番・西・東回一周線（東運輸）

### 注
1. ↑  同店舗の開店まで、糸満店が日本最南端であった。
2. ↑  隣接建物に入居する。